# Brothertoft
Brothertoft est un village anglais situé dans le Lincolnshire.